# Felicia Pearson
Felicia Pearson (née le 18 mai 1980) est une actrice et rappeuse américaine. Elle est surtout connue pour son rôle de Felicia "Snoop" Pearson dans la série Sur écoute. Elle a écrit un mémoire intitulé Grace After Midnight détaillant son enfance et sa condamnation pour meurtre au second degré.

## Jeunesse
Fille de deux toxicomanes incarcérés, Felicia Pearson est née à Baltimore, Maryland, et a grandi dans un foyer d'accueil dans l'est de Baltimore. Née prématurée et pesant seulement 1,36 kilos, personne ne s'attendait à ce qu'elle survive. Elle était si petite qu'elle a été alimentée avec une pipette. Selon ses mémoires Grace After Midnight, elle n'a pas rencontré ses parents biologiques très souvent, sa mère était une toxicomane et son père était un criminel. Elle avait une bonne relation avec ses parents d'accueil et a décidé de prendre leur nom de famille. Elle est garçon manqué depuis son jeune âge.
Pearson a travaillé comme dealer. À l'âge de 14 ans, elle a été reconnue coupable du meurtre au second degré d'une fille nommée Okia Toomer, et a été condamnée à deux peines de huit ans, à purger consécutivement, à l'établissement correctionnel pour femmes du Maryland. Elle a été libérée après avoir purgé six ans et demi.
Pearson a déclaré que sa vie avait changé à l'âge de 18 ans quand Arnold Loney, un dealer local qui veillait sur elle et lui a envoyé de l'argent en prison, a été abattu. C'est lui qui lui a donné le surnom Snoop parce qu'elle lui rappelait le beagle de Charlie Brown Snoopy dans la bande dessinée Peanuts. En prison, elle obtient son GED et est libérée en 2000. En sortant de prison, elle a décroché plusieurs emplois mais s'est fait licencier à chaque reprise à cause de son casier judiciaire.
Felicia Pearson est ouvertement lesbienne.

## Filmographie
- 2004-2008 : Sur écoute (The Wire) de David Simon : Snoop
- 2013 : They Die by Dawn de Jeymes Samuel : Barwoman
- 2014 : Dermaphoria de Ross Clarke : Lou(isa)
- 2014 : Da Sweet Blood of Jesus de Spike Lee : Lucky Mays
- 2015 : Diamond Ruff d'Alec Asten : KK
- 2015 : Chiraq de Spike Lee : Dania
- 2017 : Blue Bloods
- 2023 : The Family Plan de Simon Cellan Jones